# Fujita Yoshihiro
Yoshihiro Fujita (sinh ngày 12 tháng 6 năm 1969) là một cầu thủ bóng đá người Nhật Bản.

## Sự nghiệp câu lạc bộ
Yoshihiro Fujita đã từng chơi cho Gamba Osaka.